# Odontolabis cuvera boulouxi
Odontolabis cuvera boulouxi es una subespecie de coleóptero de la familia Lucanidae.

## Distribución geográfica
Habita en Yunnan (China).